# 陈荒煤

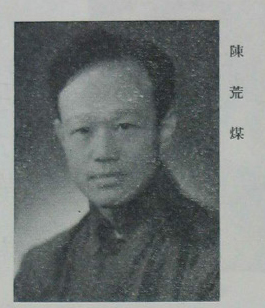

陈荒煤（1913年12月23日—1996年10月15日），原名陈光美，笔名泸生，男，湖北襄阳人，生于上海，中国作家、文艺评论家。

## 生平
陳荒煤于1927年参加左翼戏剧家联盟和左翼作家联盟，后加入中国共产党。
1938年秋到延安，先后在鲁迅艺术学院戏剧系、文学系任教。1949年后，担任中南军区文化部部长、中南军政委员会文化部副部长。1953年后，历任中央电影事业管理局副局长、局长。1963年，任中华人民共和国文化部副部长兼文化部电影局局长；“文化大革命”期间被撤职。
1978年后，历任中国社会科学院文学研究所副所长、《文艺报》副主编、中国文联党组副书记、文化部副部长、文化部顾问兼电影委员会主任等职。

## 主要作品
小说《苦难中的人群》、短篇小说《忧郁的歌》、《长江上》、《在教学里唱歌》；报告文学集《刘伯承将军印象记》、《陈赓将军印象记》；文学评论集《为创造新英雄人物的典型而努力》、《解放集》、《回顾与探索》、《探索与创新》；散文集《荒野中的地火》、《梦之歌》和《荒煤短篇小说集》等。

## 相关
- 改组文化部